# Luigi Provana del Sabbione
Luigi Giuseppe Provana del Sabbione (Torino, 29 dicembre 1786 – Torino, 27 luglio 1856) è stato uno storico e politico italiano.

## Biografia
Nacque nel 1786 a Torino dal conte Francesco Aleramo, che era stato sindaco di Torino, gentiluomo di camera di Vittorio Amedeo III e rettore della Compagnia di San Paolo, e da Maria Anna Teresa Ruffino di Diano. Il fratello Michele fu più volte sindaco di Torino tra il 1797 e il 1819 e primo direttore della Biblioteca Reale di Torino dal 1831 alla morte.
Il 21 giugno 1804 con i suoi amici Luigi Ornato, Cesare e Ferdinando Balbo fondò la Società dei Concordi, che si proponeva “lo studio delle scienze, delle lettere e delle belle arti” nel ricordo del loro grande maestro Vittorio Alfieri. Nel 1814 senza porre il suo nome tradusse e pubblicò i “Cantici di Tirteo”.
Durante lo stesso anno entrò nell'esercito del re con il grado di ufficiale dello stato maggiore, ma fu esonerato dopo i moti del 1821 a causa delle sue amicizie negli ambienti liberali tra cui quella con Santorre di Santa Rosa. Subito dopo si dedicò allo studio. Diventò un abile verseggiatore, traduttore di opere classiche e un esperto di storia. Nel 1844 pubblicò “Studi critici sopra la storia d'Italia al tempo di re Arduino”. Nel 1847 illustrò due documenti da cui attestava l'origine italiana della Casa Savoia e divenne membro del Consiglio superiore della pubblica istruzione. Fu anche Socio residente dell'Accademia delle scienze e Socio della Deputazione di storia patria di Torino e Socio corrispondente dell'Accademia dei Georgofili.
Il 18 dicembre 1849 fu nominato membro del Senato del Regno di cui ne fu il segretario dal 9 giugno 1852 al 21 novembre 1853.
Morì a Torino il 27 luglio 1856.